# Yemens flag
Yemens flag er en enkel trikolore i farverne rød over hvid over sort. Det er i forholdet 2:3. Flaget bærer tre af de panarabiske farver, hvor kun grønt mangler. Flaget er baseret på de flag som Nordyemen og Sydyemen førte frem til genforeningen i 1990. Begge disse havde stjerner, men disse blev ikke videreført i det forenede Yemens flag. Rødt står for revolutionen som skabte de to lande som siden 1990 udgør det forenede Yemen. Hvidt står for den fredelige genforening af de to lande, mens sort står som et minde om den mørke fortid. Flaget blev indført 22. maj 1990.
I identisk form gør flaget tjeneste som både nationalflag, koffardiflag, statsflag og orlogsflag.